# Swell (Automarke)
Swell ist eine brasilianische Marke für Kraftfahrzeuge. Hersteller ist WMF Design Indústria e Comércio Ltda.

## Markengeschichte
Das Unternehmen wurde 1984 in São Paulo zur Produktion von Automobilen und Kit Cars gegründet. 1990 kamen Kinderautos dazu. Die Pkw-Produktion endete in den 1990er Jahren. Seit 2010 entstehen auch Wasserfahrzeuge.

## Fahrzeuge
Das einzige Pkw-Modell war ein VW-Buggy, inspiriert vom Kadron. Ein um 35 cm gekürztes Fahrgestell von Volkswagen do Brasil bildete die Basis. Die offene Karosserie aus Fiberglas hatte keine Türen. Die Scheinwerfer waren teilweise in die Fahrzeugfront integriert. Ein luftgekühlter Vierzylinder-Boxermotor im Heck trieb die Hinterräder an.